# Дам'ян Богар
Дам'ян Богар (словен. Damjan Bohar, нар. 18 жовтня 1991) — словенський футболіст, півзахисник клубу «Заглемб'є» (Любін). Виступав, зокрема, за словенські клуби «Мура 05» і «Марибор», хорватський «Осієк», а також національну збірну Словенії.

## Клубна кар'єра
У дорослому футболі дебютував 2008 року виступами за команду клубу «Мура 05», в якій провів п'ять сезонів, взявши участь у 113 матчах чемпіонату. Більшість часу, проведеного у складі «Мури», був основним гравцем команди.
До складу клубу «Марибор» приєднався у травні 2013 року. Відтоді встиг відіграти за команду з Марибора 130 матчів у національному чемпіонаті. У складі клубу став триразовим чемпіоном Словенії, володарем Кубка Словенії та дворазовим володарем національного Суперкубку.
У липні 2018 року Дам'ян Богар став гравцем польського клубу «Заглемб'є» (Любін). У складі польського клубу грав до 2020 року, після чого перейшов до складу хорватського клубу «Осієк» з однойменного міста. У 2022 році Дам'ян Богар повернувся до складу клубу «Заглембє».

## Виступи за збірні
2012 року залучався до складу молодіжної збірної Словенії. На молодіжному рівні зіграв в одному офіційному матчі.
18 листопада 2014 року дебютував в офіційних матчах у складі національної збірної Словенії у програному матчі з національною збірною Колумбії. У складі національної збірної грав до 2021 року, провів у її складі 16 матчів, у яких відзначився 1 забитим м'ячем.

## Титули і досягнення
- Чемпіон Словенії (3):

«Марибор»: 2013-14, 2014-15, 2016-17
- Володар Кубка Словенії (1):

«Марибор»: 2015-16
- Володар Суперкубка Словенії (2):

«Марибор»: 2013, 2014